# Liste der Brunnenanlagen im Berliner Bezirk Marzahn-Hellersdorf

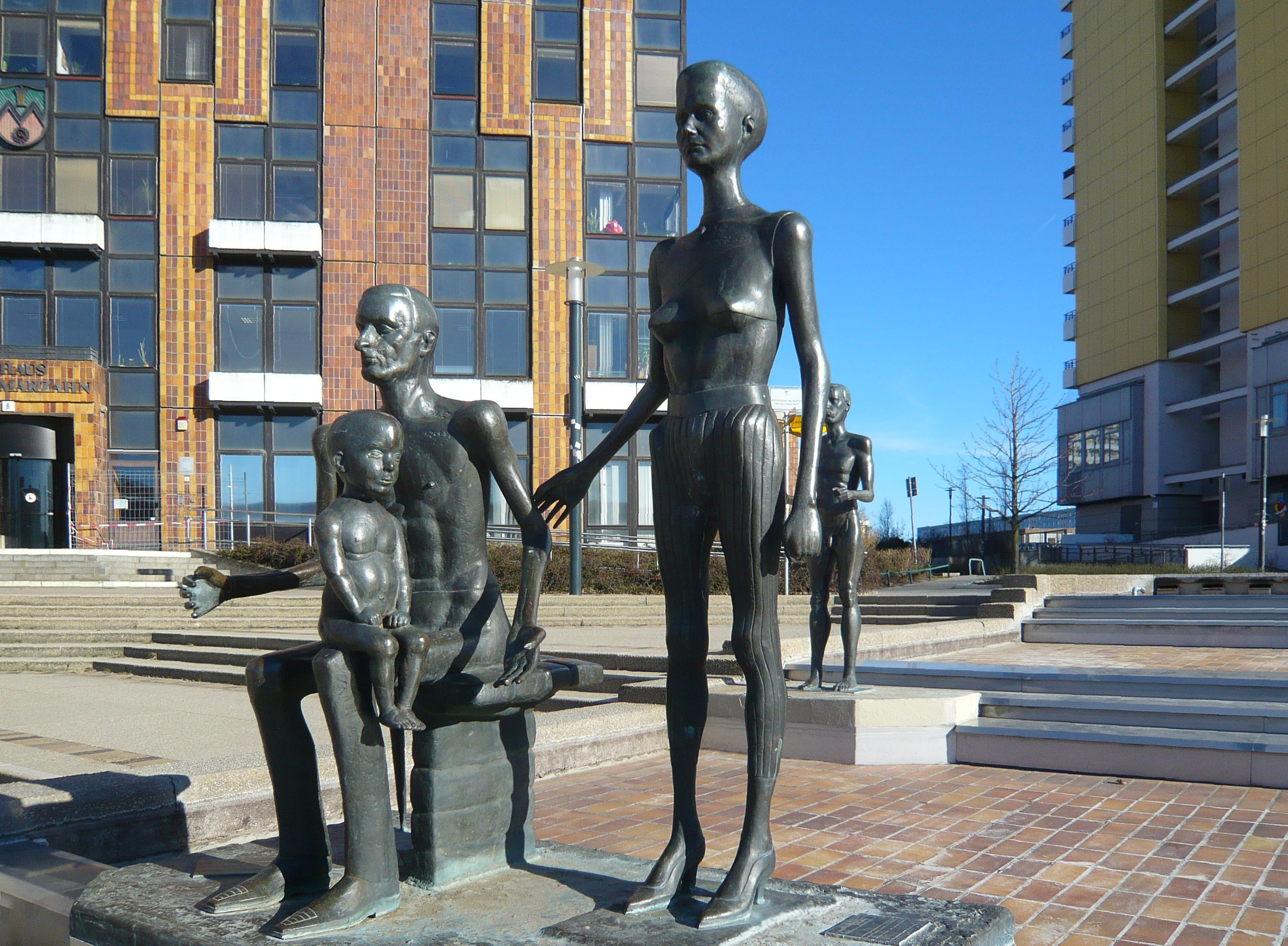
Mittlerer Teil des Brunnens der Generationen am Helene-Weigel-Platz

Die Liste der Brunnenanlagen im Berliner Bezirk Marzahn-Hellersdorf ist eine detaillierte Übersicht der Brunnenanlagen im öffentlichen Raum des Berliner Bezirks Marzahn-Hellersdorf. Enthalten sind auch Brunnen, die außer Betrieb sind oder die es nicht mehr gibt.
Die Auflistung enthält 40 Objekte und basiert auf Angaben der Senatsverwaltung für Stadtentwicklung und Wohnen, auf einer Dokumentation des Bezirksamts Marzahn-Hellersdorf und auf weiteren jeweils angegebenen Quellen.

## Überblick
Der Bezirk verfügt im Vergleich zu anderen Berliner Bezirken über ungewöhnlich viele Schmuckbrunnen. Die Ursache liegt darin, dass der größere Anteil des Bezirks – die Ortsteile Hellersdorf und Marzahn – aus in der DDR-Zeit errichteten Großwohnsiedlungen besteht, für die nach zentralen Vorgaben mehrere „gesellschaftliche Zentren“ einzuplanen waren. Ein solches Zentrum war ein Komplex aus Einkaufsmöglichkeiten, Dienstleistungen und einem künstlerisch gestalteten Freizeit-Aufenthaltsbereich mit Blumenbeeten, kleinen Grünanlagen, mit Sitzgelegenheiten und Skulpturen oder Springbrunnen. Die dann aufgestellten Kunstwerke waren überwiegend Auftragswerke, die der Ost-Berliner Magistrat nach internen Wettbewerben auswählte und finanzierte. In den historisch gewachsenen Ortsteilen Biesdorf, Kaulsdorf und Mahlsdorf gibt es dagegen nur sehr wenige öffentliche Schmuckbrunnen.
Laut Darstellung des Senats verfügt Berlin insgesamt über 270 Schmuckbrunnen und Seefontänen, deren Wartung ab 2017 von den Berliner Wasserbetrieben übernommen wird.
Zur Instandhaltung der Brunnen, für Reparaturen und für Betriebskosten stellt der Bezirk pro Jahr eine Summe von rund 142.000 Euro bereit (Wertangabe stammt aus dem Jahr 2024).

## Liste der Brunnen
Die sortierbare Zusammenstellung ist nach Ortsteilen und darunter nach Straßen alphabetisch (vor)geordnet.
Legende:
- OT: Ortsteil, dabei bedeutet Bd=Biesdorf, Hd=Hellersdorf, Md=Mahlsdorf, Mz=Marzahn
- Name (kursiv): Bezeichnung des Brunnens, wie vom Künstler vorgenommen
- Adresse: am nächsten gelegene(s) Straße/Gebäude und Lage: Geokoordinaten
- Jahr: wann aufgestellt
- Künstler
- Kurzdarstellung mit Bild

| OT | Name | Adresse und Lage                                                                                     | Jahr                     | Künstler | Kurzdarstellung mit Bild |
| -- | --- | --- | ------------------------ | --- | --- |
| Bd | Fontäne                                                                                                  | Alt-Biesdorf, Schlosspark Lage                                                                       | um 1900                  | Entwurf Architekt Paul Hentschel, der später hier tätige Gartenarchitekt Brodersen hat die Fontäne in den neu gestalteten Park integriert. | Die feinen Strahlen der mittig angeordneten Fontäne können bis zu drei Meter hoch steigen. In den 1990er Jahren zusammen mit dem gesamten Park restauriert. |
| Bd | Fontäne                                                                                                  | Brebacher Weg 15, Gelände des Unfallkrankenhauses Lage                                               | um 1890                  | | Reste des steinernen Brunnenbeckens Kreisrunde Grünanlage vor dem ehemaligen Hauptgebäude des Wilhelm-Griesinger-Krankenhauses, in deren Mitte eine Fontäne in einem steinernen Becken installiert war. |
| Bd | ohne Titel                                                                                               | Cecilienstraße 92, vor der Polizeidirektion Lage                                                     | um 1976                  | Rudolf Sitte | Anfang der 2000er Jahre dort vorhanden. Drei Stelenelemente mit einer maximalen Höhe von 6,50 m stehen in einem kreisrunden gemauerten Becken mit acht Metern Durchmesser. Die vertikal und horizontal gegliederten Keramikelemente erinnern an aufragende Röhren oder an gestapeltes Geschirr. |
| Bd | Springbrunnen                                                                                            | Fred-Löwenberg-Platz Lage                                                                            | 5. Juni 2012             | Sabine Nier (Künstlerin) und Gabriele Wilheim-Stemberger (Landschaftsarchitektin und Mitarbeiterin des Bezirksamts Marzahn-Hellersdorf)    | Weil das Wasser schnell verschmutzte, wurde die ursprüngliche Umwälzanlage 2015 gegen einen Frischwasseranschluss ausgewechselt, der täglich 20 Kubikmeter Wasser aus 51 m Tiefe förderte. Damit konnte die Anlage auch als Plansche genutzt werden. Im niedrigen Wasserbecken sind Personen in Silhouettenform mit farbigen Accessoires teils mit Hunden platziert, die allesamt Wasser spien. Der Brunnen funktioniert nicht mehr und bleibt nur noch als Kunstobjekt bestehen. |
| Bd | Springbrunnen                                                                                            | Warener Straße, Hauptgebäude des Unfallkrankenhauses Lage                                            | 2017                     | häfner jiménez betcke jarosc landschaftsarchitektur gmbh                                                                                   | Nahe des Haupteinganges zum Neubau des UKB befindet sich im Zentrum eines Rondells ein rundes Brunnenbecken mit einer Fontäne. Der Springbrunnen ersetzt nach dem Umbau des Platzes am Haupteingang im Jahr 2017 die alte Brunnenanlage. |
| Hd | ohne Titel                                                                                               | Alice-Salomon-Platz, vor dem Marktplatzcenter Lage                                                   | 2006                     | Architekten Brandt und Böttcher | Eine quadratische Fläche von 5,15 m Seitenlänge ist mit Natur- und Pflastersteinen bündig ausgelegt. Darin sind sechs Edelstahldüsen eingelassen, aus denen Wasser bis zu 1,50 m hoch sprudeln kann. |
| Hd | Springbrunnen und Plansche                                                                               | Altlandsberger Platz, zwischen Pritzhagener Weg und Hasenholzer Allee, nahe den Gärten der Welt Lage | 18. Juni 2008            | Birgit Engelhard, Grünflächenamt des Bezirksamts Marzahn                                                                                   | In einer dreieckigen Fläche mit Mosaikpflaster befinden sich drei Meter hohe Stelen aus Edelstahl, aus denen aus kleineren zweigähnlich angeordneten Rohren Wasser sprüht. |
| Hd | Wasserspielplatz Clara-Zetkin- Park II                                                                   | Borkheider Straße Ecke Rabensteiner Straße Lage                                                      | 1994                     | Hans-Peter Goettsche | Ein flaches ebenerdiges weitläufiges und wassergefülltes Oval ist mittels eingelegter Feldsteine und einer Querung durch Trittplatten begehbar gemacht. Im Becken steht die ummauerte Pumpstation, auf die einige Stufen hinaufführen. Das so entstandene kleine Plateau ist mit einem Metallzaun gesichert. Aus der Seite des quadratischen Häuschens fließt ein breiter Wasserschwall auf den Rücken eines bronzenen Knaben (Höhe der Figur 1,50 m) in das Becken. Am Beckenrand sind darüber hinaus ein Frosch und ein Fisch platziert, jeweils 50 Zentimeter hoch, mit je einer kleinen Krone ausgestattet und ebenfalls aus Bronze. Aus ihren Mäulern entweicht je ein kleiner Wasserstrahl. An dieser Stelle befand sich bis 1990 der Märchenbrunnen von Bernd Tholl. |
| Hd | Die Begegnung – Sprühtürme                                                                               | Cecilienplatz Lage                                                                                   | 1995                     | Kai-Uwe Dräger (Bildhauer), Barbara Hanke (Landschaftsarchitektin)                                                                         | Im Jahr 2008 in Funktion. Diagonal über den Stadtplatz verläuft eine 40 Meter lange steinerne Rinne. Sie leitet Wasser von einer künstlichen Brunnenquelle von auf einem flachen Hügel aufgestellten Granitstelen zu einem aus drei grob behauenen Steinen geformten Tor (Höhe 3,50 m, Breite 2,50 m). Am Ostrand des Platzes ergänzt eine lockere, mit Trittplatten und kleinen Büschen gestaltete Felsenlandschaft den Eindruck eines abwechslungsreichen großzügigen Landschaftsbildes. |
| Hd | Springbrunnen                                                                                            | Clara-Zetkin-Platz, nahe Teterower Ring Lage                                                         | 1995                     | Architekturbüro Noack | Aus einem runden Brunnenbecken mit einem Durchmesser von 9,30 m ragt eine erhöhte, ebenfalls runde, Wasserablauffläche aus kreisförmig verlegten Kleinpflastersteinen. In ihrem Zentrum sind mehrere Edelstahldüsen gruppiert, aus denen Fontänen bis zu zwei Meter hoch sprudeln. Um die inneren Fontänen sind weitere angeordnet, deren Strahlen bis auf einen Meter steigen können. So entsteht bei voller Druckkraft eine regelrechte Wasseroase. Um die Ablauffläche zieht sich eine Rinne aus Naturstein, die das Wasser aufnimmt und in die Pumpenanlage zurückfließen lässt. |
| Hd | 14 Schmuckbrunnen                                                                                        | Eisenacher Straße, in den Gärten der Welt Lage                                                       | 1987                     | | [ 17 ] |
| Hd | Postmeilensäule – Brunnen – Reliefs vier Jahreszeiten                                                    | Havelländer Ring 40 Lage                                                                             | 1989                     | Rudolf Böhm | 2007 am Standort vorhanden. Eine aus Sandstein nachgebildete 2,85 m hohe obeliskartige Postmeilensäule mit quadratischem Grundriss steht in einem flachen quadratischen Brunnenbecken aus Beton (Seitenlänge 2,30 m). Der Säulensockel wird von einem Kalkstein-Gürtel mit Maskenfriesen begrenzt. Sie zeigen auf den vier Seiten Früchte, Tiere und florale Elemente als Sinnbilder der vier Jahreszeiten. Die nahe gelegene Clubgaststätte ’’Zur alten Schäferei’’ bildete zusammen mit dem Kombikunstwerk den Bezug zum Wohnumfeld. |
| Hd | ohne Titel Dreiecksbrunnen                                                                               | Hellersdorfer Promenade Lage                                                                         | 1992                     | Anja Schmidt | Um 2007 vorhanden Ein aufrecht stehendes gleichseitiges Dreieck (Seitenlänge zwei Meter) aus den Materialien Messing, Stahl, Stahlgitter und Kunststein ruht auf einer Seite. Im Inneren des durch Umrisse gebildeten Dreiecks sind mit Hilfe weiterer Dreiecke oder entsprechender Körper vielfältige Variationen des Themas zu sehen. Statt eines Brunnenbeckens gibt es eine quadratische Grundfläche, die mit verschieden großen dreieckig geformten Platten ausgelegt ist. Zum Ablauf dient ein umgebendes Metallgitter. |
| Hd | Landschaftsbrunnen                                                                                       | Kastanienallee Ecke Mylauer Weg Lage                                                                 | 1983                     | Klaus Noculak | stillgelegt; Becken dient als Pflanzschale Ein rundes Becken von 13 Meter Durchmesser aus roten Ziegelsteinen und Basalt geformt, enthielt ein flach gelegtes Relief aus hellgrauem Granit mit der Umrissdarstellung der Stadt Berlin. In der Mitte der Stadtlandschaft war (ist) eine hervorgehobene Bronzeplatte zu sehen, die die Umrisse des Ortsteils Hellersdorf zeigt. Dazu trug (trägt) sie die Inschrift: „1375 (Alt) Hellersdorf / Kaulsdorf / Mahlsdorf – 1986 Hellersdorf Die Landschaft ist durch die Eiszeit vor etwa 15.000 Jahren geformt worden./ Dieser Brunnen wurde im August 1983 fertiggestellt und in Betrieb genommen./ Der Entwurf ist von Klaus Noculak. /Freianlage: Büro Hans-Peter Flechner / Wassertechnik: Büro Joachim Kudlak/Berlin im August 1993/Klaus Noculac.“ Eine Tafel an der umgebenden Brüstung der um drei Stufen tiefer gelegten Anlage erklärt die Details der Darstellung, darunter heißt es „[…] Der tiefe Einschnitt in der Stadtsilhouette weist auf die eiszeitliche Landschaft mit dem Warschau-Berliner und dem Baruther Urstromtal hin. Heute fließen dort Havel und Spree. […] Die vier Düsen am Brunnenrand symbolisieren die vier Himmelsrichtungen, wobei der Brunnen insgesamt genordet ist.“ Die gesamte Brunnendarstellung war im Laufe der Zeit unkenntlich geworden und wurde deshalb außer Betrieb genommen. |
| Md | Die vier Temperamente                                                                                    | Hönower Straße am S-Bahnhof Mahlsdorf Lage                                                           | 1983                     | Karl-Günter Möpert | Der ursprünglich unmittelbar südlich des S-Bahnhofs Mahlsdorf gelegene Brunnen ist außer Betrieb. Auf einem runden Betonpostament sind vier Personengruppen angeordnet, die die vier menschlichen Temperamente nach alter Lehre [Feuer (warm und trocken), Luft (warm und feucht), Wasser (feucht und kalt) und Erde (kalt und trocken)] symbolisieren. Der Brunnen ist 2019 um etwa 50 m vor den neu errichteten REWE-Markt umgesetzt worden. |
| Mz | Plansche am Anger                                                                                        | (Am Anger), Allee der Kosmonauten 198 Lage                                                           | 1993                     | Grünflächenamt Marzahn-Hellersdorf, Ausführung Fa. Oase Brunnentechnik                                                                     | Auf einem großen flächig im Erdniveau eingearbeiteten Rondell von 30 m Durchmesser sind vier unterschiedlich hohe (2,00, 2,50 und 3,00 m) Säulen aus Edelstahl in verschiedenen Abständen zueinander aufgestellt. Aus den oberen Öffnungen strömt oder sprüht kurzzeitig Wasser, wenn es über eine Armatur am Rande der Fläche in Betrieb gesetzt wird |
| Mz | Sprühfeld Wasserspielplatz Marzahn-West (Sprühplansche)                                                  | Geraer Ring gegenüber Nr. 37/39 Lage                                                                 | 1995/96                  | Reiner Uhl (Skulpturen), Gabriele Hennemann (Wasseranlage)                                                                                 | In einer künstlich gestalteten flachen Felsenlandschaft befindet sich die Pumpenanlage. Diese versorgt acht aus Natursteinen gefertigte Fabeltiere (die an Vögel, Fische und kleine Säugetiere erinnern) mit Wasser. Die zwischen 50 Zentimeter und 1,50 Meter hohen Figuren sind auf der Fläche verteilt, und aus ihnen treten an verschiedenen Stellen Wasserstrahlen aus. |
| Mz | Brunnen der Generationen, wegen seiner Lage vor dem ehemaligen Rathaus auch Bürgermeisterbrunnen genannt | Helene-Weigel-Platz, vor dem ehemaligen Rathaus Marzahn Lage                                         | 1990                     | Rolf Biebl | Fünf Bronzefigurengruppen, auf einer Treppe untereinander angeordnet, bilden eine kompakte Brunnenanlage. Sie symbolisieren verschiedene Lebensalter des Menschen: Sportler und Motorrad stehen für die Jugend, die Familie für die mittlere Generation und der Denker für die Senioren. |
| Mz | Plansche Marzahn-Ost                                                                                     | Hohensaatener Straße / Ringenwalder Straße Lage                                                      | 1993                     | Grünflächenamt Marzahn-Hellersdorf, Ausführung Fa. Oase Brunnentechnik                                                                     | Auf einem großen, flächig im Erdniveau eingearbeiteten Rondell von 30 m Durchmesser sind vier unterschiedlich hohe (2,00, 2,50 und 3,00 m) Säulen aus Edelstahl in verschiedenen Abständen zueinander aufgestellt. Aus den oberen Öffnungen strömt oder sprüht kurzzeitig Wasser, wenn es über eine Armatur am Rande der Fläche in Betrieb gesetzt wird. |
| Mz | Brunnen mit Findling ehemaliger Ariadne-Brunnen, auch Löwenbrunnen                                       | Karl-Holtz-Platz Lage                                                                                | 1985 1995                | Evelyn Hartnick | Im Jahr 2015 in Funktion. Im Zentrum eines niedrigen kreisrunden Natursteinbeckens mit einem Durchmesser von 4,60 m wurde ein achteckiger 1,50 m hoher Brunnenstock mit Terrakottaverkleidung aufgestellt. Anfänglich saß auf diesem Postament eine Löwengruppe aus drei Tieren. Auf einem Tier räkelte sich eine nackte Frau. Im Jahr 1990 wurde eine Löwenfigur zerstört, 1992 die übrigen Figuren gestohlen. Außerdem verlor der Standplatz seinen stadträumlichen Rahmen, weil die umliegenden Gebäude, darunter eine Schule, abgetragen wurden. Der Brunnen blieb stehen und wurde in den neu geschaffenen Stadtplatz integriert. Auf die leere Brunnenplatte ließ das Bezirksamt einen Findling aus Granit setzen. Aus der durchbohrten Mitte des Steines tritt Wasser nach oben aus und rieselt nach Aufprall gegen eine kleine Metallglocke am Stein herunter. Nach Angabe des Senats soll das Wasserspiel Zirkusbrunnen genannt worden sein. |
| Mz | Kinderbad „Platsch“                                                                                      | Lea-Grundig-Straße, Bürgerpark Marzahn Lage                                                          | 1988                     | Dieter Duschek | . In den späten 1990er Jahren erhalten und in Funktion. Sechs plastische niedrige Tierfiguren aus bunt bemalter Keramik (Pinguin, Nilpferd, Seekuh, Schweinchen, Frosch und Fisch) bilden Spielfiguren in einem größeren Planschbecken. Drei der Tiere speien aus ihren Mäulern Wasserstrahlen |
| Mz | Keramiksitzbrunnen                                                                                       | Liebensteiner Promenade, hinter Trusetaler Straße Lage                                               | 1988                     | Wolfgang Weber | In einem runden niedrigen Kunststein-Becken mit fünf Meter Durchmesser und etwa 45 cm Höhe befanden sich drei Wasserfontänen. Der Rand des Beckens war mit flachen Keramikplatten ausgelegt, nach außen hin als etwas höhere Begrenzung mit glasierten Keramikformsteinen eingefasst. Der Brunnen wurde zurückgebaut und soll nicht wieder in Betrieb genommen werden. |
| Mz | Natursteinbrunnen mit Findlingen                                                                         | Märkische Allee 166 Ecke Poelchaustraße Lage                                                         | 1982                     | Nikolaus Bode | Der Brunnen verschönerte zunächst ein gesellschaftliches Zentrum und wurde wegen Abriss des Würfelbaus 2004 abgebaut. Nach Einweihung eines neuen Einkaufszentrums erhielt er seinen ursprünglichen Platz zurück. Die früheren Findlinge kamen als Steingruppe auf eine Grünfläche vor dem Wohnhaus Murtzaner Ring 71. Ein rechteckiges Betonbecken mit einer Seitenlänge von rund 4,80 m ragt nur knapp über das Straßenniveau hinaus. Im Inneren befindet sich eine kreisrunde pilzförmige Quellschale aus Naturstein. Mittig liegen darauf fünf kleine unbehauene Findlinge, unter denen das Wasser hervortritt. Außen um das Wasserbecken liegen scheinbar wahllos mehr als elf größere Findlinge, jeder von ihnen mit einem kleinen Symbol verziert (Auge, Maul, Schlange, …). |
| Mz | Eastside-Brunnen                                                                                         | Märkische Allee 178, hinter dem Einkaufszentrum Eastgate Lage                                        | 2005                     | | Ebenerdige Fontänen sind zu einem Springbrunnen zusammengefasst. 16 kleine Fontänen mit Steighöhen bis zu 70 Zentimeter umgeben eine große Fontäne in der Mitte der Anlage, die bis zu 3,50 Meter aufsteigen kann. Das Brunnenbecken mit einem Durchmesser von neun Metern ist kaum höher als die Umgebung, fällt aber durch seinen Belag aus dunklem Granit auf. Die gesamte Anlage wird von Treppen und Sitzmöglichkeiten in der Außenrundung umgeben. |
| Mz | Sitzbrunnen mit Brunnenhaupt                                                                             | Marchwitzastraße 1/3 (Südspitze) Lage                                                                | 1983                     | Rolf Winkler | Die monumentale Wasseranlage von zehn Metern Durchmesser gliedert sich in eine Skulptur (Brunnenhaupt) auf dem erhöhten Zentrum, das aus sieben übereinander geschichteten quadratischen Edelstahlplatten (Höhe, Breite und Länge je zwei Meter) geformt ist. Das Stütz- und Zuleitungsrohr steht in einem zentralen Becken mit vier Metern Durchmesser. Abgetreppt sind zunächst drei, darunter vier weitere runde Becken mit Durchmessern um zwei Meter angeordnet. Vom Austritt auf dem Metallkörper läuft das Wasser kaskadenförmig in das zentrale Becken und mittels Überlaufrinnen jeweils in die darunter liegenden Becken. Alle Ränder der Wasserbecken sind mit Klinkern belegt, die Becken selbst sind aus Ziegelsteinen aufgemauert. |
| Mz | Plansche Südspitze                                                                                       | Marchwitzastraße Lage                                                                                | 1993                     | Grünflächenamt Marzahn-Hellersdorf, Ausführung Fa. Oase Brunnentechnik                                                                     | Auf einem großen, flächig im Erdniveau eingearbeiteten Rondell von 30 m Durchmesser sind fünf unterschiedlich hohe (2,00, 2,50 und 3,00 m) Säulen aus Edelstahl in verschiedenen Abständen zueinander aufgestellt. Aus den oberen Öffnungen strömt oder sprüht kurzzeitig Wasser, wenn es über eine Armatur am Rande der Fläche in Betrieb gesetzt wird. |
| Mz | Stillleben Gedeckter Tisch                                                                               | Marchwitzastraße 43–45, Allee der Kosmonauten 58 Lage                                                | 1982                     | Emerita Pansowová | Eine kompakte Bronzeskulptur stellt einen quadratischen Tisch von etwa einem Meter Kantenlänge dar, auf den eine Decke lose und faltig geworfen wurde. Darauf befinden sich eine Kanne, ein Apfel und eine größere Schale. Aus den Gegenständen tröpfelt stetig Wasser und läuft am Tisch herab. |
| Mz | Treppenbrunnen mit Sandsteinfiguren Reliefstelen in pflanzlichen Motiven                                 | Marzahner Promenade 43/45, Fußgängerzone Lage                                                        | 1989                     | Nikolaus Bode | Drei achteckige Betonschalen von etwa 50 Zentimetern Höhe tragen je vier Sandsteinstelen. Diese stellen reliefartige und stilisierte Pflanzenteile dar und stehen mit den Schmalseiten im Zentrum zusammen. Das Wasser sprudelt aus der Mitte der Becken und benetzt die Stelen. Die drei Schalen sind auf drei übereinander befindlichen Treppenpodesten aufgestellt und erwecken den Eindruck von Pflanzkübeln. |
| Mz | Tröpfelbrunnen (Das Ei)                                                                                  | Marzahner Promenade 49 Lage                                                                          | 1983                     | Reinhard Jacob | außer Betrieb Sandstein und Marmor; seit 1999 als Skulptur in der Marzahner Promenade aufgestellt. Ursprünglicher Standort des Brunnens war Allee der Kosmonauten 147. Wegen starker Schäden wurde er dort abgebaut und als Skulpturenschmuck an belebterer Stelle nach Restaurierung wieder aufgestellt. |
| Mz | Großes Bassin                                                                                            | Victor-Klemperer-Platz, Freizeitforum Marzahn Lage                                                   | 1992                     | | Die Anlage umfasst eine Fläche von 20 mal 40 Metern. Die umfassend sanierte Brunnenanlage wurde im August 2017 wieder eröffnet. |
| Mz | Trinkbrunnen Ringkolonnaden                                                                              | Mehrower Allee zwischen Ludwig-Renn-Straße und Max-Herrmann-Straße Lage                              | um 2000 hier aufgestellt | Berliner Wasserbetriebe | Die etwa einen Meter hohe Säule des aus Gusseisen gefertigten Brunnens ist mit Reliefs zur Geschichte des Wassers sowie mit einer symbolischen Darstellung des natürlichen Wasserkreislaufs geschmückt. In mehreren Berliner Ortsteilen können sich Passanten seit einigen Jahren an diesen ansehnlich gestalteten Brunnen mit kostenlosem Trinkwasser erfrischen. Die Ringkolonnaden wurden 1986 nach Entwurf des Architekten Wolf-Rüdiger Eisentraut auf Basis eines Wettbewerbs errichtet; große Teile der Anlage stehen aber seit Jahren leer. |
| Mz | Lindenbrunnen                                                                                            | Mehrower Allee 28 und Ludwig-Renn-Straße 58–60 (hinter den Häusern), Ringkolonnaden Lage             | 1991                     | Rolf Walter; Ausführung der Brunnenfigur durch Fa. Kunstschmiede Kunsch                                                                    | Ein kreisrundes mit kleinen Pflastersteinen gebildetes Brunnenbecken von 12 m Durchmesser wird von einer schlichten Edelstahlskulptur dominiert, die einen vereinfachten Lindenbaum darstellt und eine Höhe von sechs Metern erreicht. Die in der oberen Mitte zusammentretenden Metalläste halten eine kleine Messingkugel. Aus drei schräg vom „Stamm“ abgewinkelten Rohren strömt das Wasser in das Auffangbecken. Im Becken befinden sich sechs niedrige Edelstahlrohre, deren austretendes Wasser kleine Wasserglocken formt. |
| Mz | Granitbrunnen                                                                                            | Parsteiner Ring / Glambecker Ring Lage                                                               | 1995                     | Michael Hennemann, Landschaftsarchitekt | Ein achteckiges Brunnenbecken aus geschliffenen und gefastem schwarzem Granit mit einem gedachten Durchmesser von neun Metern bildet den Blickfang in einer kleinen Grünanlage. In der Mitte des Beckens steht, aus gleichem Material gefertigt, ein pilzartiger Ring. Die Düse im Zentrum kann eine Fontäne mit einer Höhe von vier Metern emporsteigen lassen. Um die Mittelfontäne gruppieren sich 24 weitere Düsen, die schräge Wasserstrahlen bis zu zwei Meter Höhe bilden und dann außerhalb des Ringes in das eckige Becken fallen. Kleinteilige konzentrisch verlegte Pflastersteine in hell- und dunkelgrau bilden die verbindende Optik zwischen der Brunnenanlage und den umgebenden Sitzplätzen. |
| Mz | Tanz der Jugend                                                                                          | Pekrunstraße / Manksweg / Scheibenbergstraße (Grünfläche) Lage                                       | 1984                     | Wolfgang Weber | Vier bunt glasierte und reliefierte Keramiksäulen mit einer maximalen Höhe von 3,40 m gehören zur Brunnenanlage. Drei Säulen stehen in einem runden Wasserbecken (Durchmesser sieben Meter), eine „tanzt“ nach draußen. |
| Mz | Berliner Stadtlandschaft                                                                                 | Rebhuhnweg 33 Lage                                                                                   | 1983                     | Ingeborg Flierl | Nach der Wende wurde der Brunnen außer Betrieb genommen, die Säule ist am Standort vorhanden. Eine drei Meter hohe Mosaiksäule stellt schematisch Gebäude aus dem historischen Berlin dar und steht in einem kleinen quadratischen Becken, das inzwischen bepflanzt wurde. |

## Nicht mehr vorhandene Brunnen
| OT | Name                            | Adresse und Lage                                          | Jahr     | Künstler       | Kurzdarstellung |
| -- | ------------------------------- | --------------------------------------------------------- | -------- | -------------- | --- |
| Bd | Springbrunnen                   | Warener Straße, Hauptgebäude des Unfallkrankenhauses Lage | 1997     |                | Nach Umbau des Platzes 2017 durch einen neuen Brunnen ersetzt Neben dem Haupteingang zum Neubau des UKB befindet sich in einem länglichen, mit groben Kieseln ausgelegten Brunnenbecken eine Fontäne. |
| Mz | Springbrunnen                   | Barnimplatz Lage                                          | 1995     |                | Der Springbrunnen entstand zeitgleich mit dem neuen Stadtplatz. Durch wiederholte Vandalismusattacken sah sich das Bezirksamt gezwungen, den Brunnen im Jahr 2005 abzubauen und einzulagern. Der Schmuckbrunnen besteht aus einer 1,40 m hohen Edelstahlsäule, aus der nach Betätigen eines Knopfes das Wasser hervorsprudelte und in einer kleinen runden Schale aufgefangen wurde. Eine Zeitschaltung begrenzte die Dauer. – Die Künstlerin Ute Licht hat in einer Ausstellung des Jahres 2014 ein Modell eines neuen Springbrunnens für den Barnimplatz vorgestellt (Name Möglichkeit), der sowohl in der Materialwahl als auch in Größe und Anordnung sehr ungewöhnlich ist. Doch hat er wohl kaum eine Chance auf Realisierung. Für den Bürgerhaushalt 2017/2018 wird zu konkreten Projekten aufgerufen, eines davon könnte ein neuer Schmuckbrunnen sein. |
| Mz | Wasserpyramide                  | Fichtelbergstraße 13 Lage                                 | 1984     | Lothar Scholz  | Mitte der 1990er Jahre wegen Wohnneubauten anstelle des früheren gesellschaftlichen Zentrums mit der Clubgaststätte Geißenweide abgetragen; Teile eingelagert In einem rund fünf Meter im Durchmesser gehaltenen niedrigen Betonbecken erhob sich eine zwei Meter hohe stilisierte Blüte, als Hohlkörper geformt. Aus einer aufgeständerten Kugel, die von den Blütenblättern umgeben war, trat ein Wasserstrahl aus. Die Blüte wurde von bunten Mosaiken gebildet. |
| Mz | ohne Titel                      | Mehrower Allee 18 Lage                                    | 1986     | Rolf Levonjak  | 1994 abgerissen Drei bis zu 2,50 m hohe gegliederte Keramiksäulen standen in einem niedrigen quadratischen Becken vor dem gesellschaftlichen Zentrum mit der Clubgaststätte Stadtwappen. Die Stelen trugen jeweils mehrere waagerechte metallene Brunnenschalen. Nach Vandalismusschäden und Umgestaltung der Fläche wurde der Brunnen 1994 abgerissen. Anstelle der Gaststätte wurde ab 1995 das neue Stadtteilzentrum Marzahner Plaza errichtet. |
| Mz | Brunnen mit Sitzbänken aus Holz | Oberweißbacher Straße 7 Lage                              | 1986     | Joachim Donath | 1995 abgerissen Der Brunnen war Bestandteil des gesellschaftlichen Zentrums um die Gaststätte Brunnenschenke. In einem kreisrunden niedrigen Brunnenbecken von vier Metern Durchmesser stand ein etwa vier Meter hoher (geschätzter Radius ein Meter) Metallzylinder, dessen abgerundetes Oberteil eine kleine aufgeständerte Kugel trug. Vom Beckenrand führten drei hölzerne Stege zu einer Doppelsitzbank. Die Fußteile der Bänke nahmen die Formen des Zylinders mit „Knopf“ noch einmal auf. Neben der reinen Sitzgelegenheit bot die Anlage damit auch Klettermöglichkeiten. |
| Mz | Märchenbrunnen                  | Rabensteiner Straße Lage                                  | vor 1990 | Bernd Tholl    | Der Brunnen mit vielen farbig bemalten Keramik-Märchenfiguren war ein riesengroßes Planschbecken, das von großzügig gestalteten steinernen Liege- und Sitzecken umgeben war. In der Mitte der Wasseranlage befand sich ein rechteckiges zirka drei Meter hohes Postament, auf dem eine fast lebensgroße Märchenfigur stand, zu ihren Füßen rieselte Wasser herunter. Im Becken und auf der umgebenden Fläche waren weitere Menschen oder Tiere nach Märchen platziert. Die intensive Nutzung führte nach und nach zur Zerstörung von Figuren. So wurde der Märchenbrunnen im Jahr 1990 abgetragen. Die noch erhaltenen sechs Figuren (beispielsweise ein Zwerg oder der Kopf eines Krokodils) erhielten als Plastiken einen neuen Standort vor und in der Bruno-Bettelheim-Grundschule, Schleusinger Straße 17.                                                 |